# Emma Elizabeth Smith
Emma Elizabeth Smith (ur. 1843, zm. 4 kwietnia 1888) – brytyjska prostytutka, zamordowana w tajemniczych okolicznościach. Jej zabójstwo było pierwszym z jedenastu tak zwanych morderstw z Whitechapel. Smith niekiedy bywa postrzegana jako ofiara Kuby Rozpruwacza, choć większość badaczy odrzuca ten pogląd.

## Życiorys
Życie Smith pozostaje nieznane. Policja prowadząc śledztwo w sprawie jej zabójstwa, zebrała co prawda pewną ilość dokumentów dotyczących jej życia, jednak większość z nich zaginęła, została rozkradziona bądź wyrzucona z policyjnego archiwum przed przeniesieniem go do Public Record Office. W jednym z nielicznych ocalałych akt, inspektor Edmund Reid wspomina o synu i córce żyjących w okolicach Finsbury Park. Zaangażowany w śledztwo detektyw Walter Dew później stwierdził:

Jej przeszłość pozostawała zamkniętą książką nawet dla jej najbliższych przyjaciół. Wszystko, co kiedykolwiek powiedziała o sobie do kogokolwiek to to, że jest wdową od ponad dziesięciu lat, choć męża porzuciła i zerwała z nim wszelkie kontakty jeszcze wcześniej.
W Emmie Smith było bez wątpienia coś, co sugerowało, że niegdyś wygody życia nie były jej obce. W jej wypowiedziach widać było ślad kultury, obcej dla ludzi jej klasy. Niegdyś Smith, zapytana czemu tak kompletnie odcina się od swojego dawnego życia, odpowiedziała  z lekkim smutkiem „Nikt by mnie nie zrozumiał, tak jak zresztą niegdyś nigdy nie rozumiał, muszę więc jakoś żyć”.

## Śmierć
W chwili swej śmierci, Smith była zameldowana w noclegowni na 18 George Street w Spitalfield na obszarze East Endu. Została ona zaatakowana wczesnym rankiem na skrzyżowaniu Osborn Street i Brick Lane 3 kwietnia 1888, dzień po Poniedziałku Wielkanocnym. Kobieta przeżyła napaść i mimo że ciężko ranna, dała radę dotrzeć do noclegowni. W rozmowie z dozorczynią Mary Russell, wyznała, że została zaatakowana przez dwóch lub trzech mężczyzn, z których jeden był nastolatkiem. Russell wraz z jednym z lokatorów, zawiozła Emmę Smith do szpitala, gdzie pod nadzorem chirurga George’a Haslipa rozpoczęto leczenie. Mimo wysiłków lekarzy, kobieta zapadła w śpiączkę i zmarła następnego dnia ok. 9 rano. Dochodzenie w sprawie przyczyn zgonu kobiety, którego podjął się dr. H.G. Hillier, ustaliło, że przyczyną zgonu była perforacja otrzewnej wywołana wepchnięciem tępego narzędzia do pochwy. Policja o śmierci Smith została poinformowana dopiero 6 kwietnia, a śledztwo pod przywództwem koronera Wynne Edwina Baxtera rozpoczęto następnego dnia. Skończyło się ono orzeczeniem o morderstwie, dokonanym przez nieznanego sprawcę lub sprawców.
Dochodzenie podjął na nowo inspektor Edmund Reid. Walter Dew, detektyw zaangażowany w śledztwo, później tak je opisał:

Jak w przypadku każdego morderstwa, jakkolwiek biedna i samotna byłaby jego ofiara, policja zrobiła wszystko by namierzyć zabójcę Emmy Smith.  Zarówno zwyczajne, jak i nietypowe miejsca zostały przeszukane, a setki ludzi przesłuchanych. Ich zeznania zostały dokładnie zanotowane. Żołnierze z Tower zostali dokładnie sprawdzeni, podobnie jak ich posunięcia. Przeszukano także stacjonujące w portach statki, a ich załogi przesłuchane.

Smith nie mogła bądź nie chciała opisać wyglądu napastników, nie udało się również znaleźć żadnych świadków zdarzenia. Śledztwo okazało się całkowicie bezowocne i sprawców nie udało się zidentyfikować.

## Związek z działalnością Kuby Rozpruwacza
W sierpniu 1888, parę miesięcy po śmierci Smith, na Whitechapel brutalnie zamordowane zostały prostytutki Martha Tabram i Mary Ann Nichols. We wrześniu 1888 w gazecie „Star” ukazał się artykuł, którego autor uznał Smith, Tabram i Nichols za ofiary seryjnego mordercy. Twierdzenia te, szybko podchwycone przez inne czasopisma, wywołały w Londynie sensację. Wkrótce potem doszło do kolejnych zabójstw, a policja otrzymała list od osoby podającej się za mordercę, podpisany pseudonimem „Kuba Rozpruwacz” (ang. Jack the Ripper). Detektyw Walter Dew uznał Smith za pierwszą ofiarę Kuby Rozpruwacza, aczkolwiek większość badaczy obecnie uważa, że Smith padła ofiarą gangu, a jej śmierć nie ma związku z późniejszymi zabójstwami na Whitechapel. Prostytutki często działały pod okiem zorganizowanych grup przestępczych, możliwe więc, że Smith zaatakowali jej sutenerzy w celu ukarania za nieposłuszeństwo bądź zastraszenia, a kobieta, obawiając się ewentualnego odwetu, nie chciała bądź nie była w stanie ich zidentyfikować.